# Erigonella groenlandica
Erigonella groenlandica là một loài nhện trong họ Linyphiidae.
Loài này thuộc chi Erigonella. Erigonella groenlandica được Embrik Strand miêu tả năm 1905.